# Armuts- und Reichtumsbericht der Bundesregierung
| Jahr | Armuts- Gefährdungs- Quote | Quelle |
| ---- | -------------------------- | ------ |
| 2021 | 15,8 %                     | [ 2 ]  |
| 2020 | 16,1 %                     | [ 3 ]  |
| 2018 | 18,7 %                     | [ 4 ]  |
| 2016 | 16,5 %                     |        |
| 2015 | 16,7 %                     |        |
| 2014 | 16,7 %                     | [ 5 ]  |
| 2012 | 16,1 %                     |        |
| 2010 | 15,6 %                     |        |
| 2008 | 15,2 %                     |        |
| 2006 | 12,7 %                     | [ 6 ]  |
| 2003 | 13,5 %                     |        |
| 2002 | 12,7 %                     |        |
| 1998 | 12,1 %                     |        |

Der Bericht Lebenslagen in Deutschland – Armuts- und Reichtumsbericht der Bundesregierung (ARB), oft als Armutsbericht bezeichnet, ist ein wiederholt erscheinender Bericht der deutschen Bundesregierung zur wirtschaftlichen und sozialen Lage der Bürger Deutschlands, mit einem speziellen Fokus auf Armut in Deutschland. Der Bericht enthält Hinweise zu den politischen Maßnahmen, mit der die Bundesregierung die Lebenslage und die Verwirklichungschancen der in der Gesellschaft Benachteiligten verbessern will.

## Auftraggeber, Beschluss
Erste Grundlagen wurden im August 1963 gelegt, als der Deutsche Bundestag das Gesetz über die Bildung eines Sachverständigenrates zur Begutachtung der gesamtwirtschaftlichen Entwicklung beschloss. In dessen periodische Untersuchungen solle auch die „Bildung  und  die  Verteilung  von  Einkommen  und  Vermögen“  einbezogen werden.
Am 27. Januar 2000 forderte der Bundestag auf Antrag der Fraktionen der SPD und des Bündnisses 90/Die Grünen die Bundesregierung auf, 2001 erstmals einen nationalen Armuts- und Reichtumsbericht vorzulegen. In der Koalitionsvereinbarung vom 11. November 2005 ist festgehalten, dass die Berichterstattung fortgeführt und weiterentwickelt werden soll.

## Zielsetzung
Der Antrag der beiden Fraktionen führt als Ziel der Berichterstattung an, dass die Situation der „Armut“ in Deutschland dargestellt und politische Handlungsoptionen aufgezeigt werden. Damit soll auch dem Abschlussdokument des Weltsozialgipfels von 1995 in Kopenhagen Rechnung getragen werden, in dem sich die Bundesrepublik zur Erstellung eines solchen Berichtes verpflichtet hatte. Der Bericht soll über die Armut hinaus auch die Verteilung des Reichtums in der Bundesrepublik beschreiben. An der Erstellung des Berichts sind auch Vertreter von Verbänden zu beteiligen, die sich mit dem Problem der Armut befassen.
Im ersten Bericht wird ergänzend dargelegt, dass mit dem Bericht eine Gesamtschau der sozialen Wirklichkeit gegeben werden soll, die es ermöglicht, verschiedene Politikbereiche zu verzahnen. Es sollen Politikinstrumente aufgezeigt werden, mit denen Armut vermieden und beseitigt werden kann, die Eigenverantwortlichkeit gestärkt und die Polarisierung in der Gesellschaft vermindert werden kann. Darüber hinaus soll der Bericht zur Versachlichung der Diskussion beitragen.

## Veröffentlichung der Armuts- und Reichtumsberichte
Sechs Bundesregierungen haben bisher je einen Armutsbericht vorgelegt. Sie werden vom Bundesministerium für Arbeit und Soziales vorbereitet. Für die Erstellung der Berichte hat das Ministerium einen ständigen Beraterkreis mit Vertretern der Länder, Kommunen, Verbände, Institutionen und der Betroffenenorganisationen berufen. Darüber hinaus wurde mit Fachwissenschaftlern ein Gutachtergremium gebildet, dessen Mitglieder die Berichterstattung mit themenspezifischen Fachgutachten unterstützt haben.
Bisher erschienen folgende Berichte („Lebenslagen in Deutschland“):
- Der erste Bericht erschien im Mai 2001 (Kabinett Schröder I),
- der zweite Bericht im März 2005 (Kabinett Schröder II),
- der dritte Bericht im Juni 2008 (Kabinett Merkel I),
- der vierte Bericht im März 2013 (Kabinett Merkel II, siehe auch Vorwurf der Schönung des Berichts),
- der fünfte Bericht im April 2017 (Kabinett Merkel III) und
- der sechste Bericht im Mai 2021 (Kabinett Merkel IV).

## Definition von Armut
Die Bundesregierung vertritt die Auffassung, dass die Bezeichnung Armut nicht eindeutig wissenschaftlich erfassbar ist. Armut sei vielmehr pluralistisch als Lebenslage zu beschreiben, um eine Unterversorgung aus verschiedenen Perspektiven zu erfassen. Der Bericht folgt der Definition von Armut durch den Rat der Europäischen Gemeinschaft von 1984, „nach der Personen, Familien und Gruppen als arm gelten, die über so geringe (materielle, kulturelle und soziale) Mittel verfügen, dass sie von der Lebensweise ausgeschlossen sind, die in dem Mitgliedsstaat, in dem sie leben, als Minimum annehmbar ist.“
Armut wird daher in den Berichten unter den Gesichtspunkten relativer Einkommensarmut, kritischer familiärer Lebensereignisse, dem Leben in sozialen Brennpunkten in Großstädten, Obdachlosigkeit und der Überschuldung betrachtet, während Reichtum mit der Einkommensverteilung in Deutschland und der Vermögensverteilung in Deutschland in der Bevölkerung beschrieben wird. Statistisch wird Armut in einer Armutsquote ausgedrückt. Diese beziffert den Anteil der Personen der Bevölkerung, deren Einkommen unterhalb der Armutsgrenze liegt.

## Themenbereiche
Entsprechend der Zielsetzung, ein pluralistisches Bild der Armut zu erfassen, sind die Berichte in verschiedene Themenbereiche gegliedert. Im Folgenden wird die Struktur des 3. Armuts- und Reichtumsberichtes wiedergegeben, die sich nicht wesentlich von dem 1. und 2. Bericht unterscheidet:
I.      Gesamtwirtschaftliche Rahmenbedingungen und gesellschaftliche Entwicklungen

II.     Einkommen und Vermögen, Mindestsicherung und Verschuldung

III. Bildungschancen

IV. Erwerbstätigkeit

V. Familie und Kinder

VI. Gesundheitliche Situation und Pflegebedürftigkeit

VII. Wohnen

VIII. Politische und gesellschaftliche Partizipation

IX. Lebenslagen ausgewählter Gruppen

X. Menschen mit Migrationshintergrund

XI. Menschen in besonders schwierigen Lebenslagen
Die Berichte enthalten grundsätzlich einen analytischen Teil, in dem die erhobenen Fakten dargestellt werden, sowie einen Teil mit Vorschlägen für politische Maßnahmen, die teilweise die aktuellen Projekte der beteiligten Ministerien wiedergeben, sowie einen entsprechend gegliederten umfangreichen Tabellenanhang mit Übersichten zu den erhobenen Daten.

## Einzelergebnisse
Im Folgenden werden die Hauptergebnisse des 3. Armuts- und Reichtumsberichtes (3. ARB) zusammengefasst.

### Wirtschaftliche Rahmenbedingungen
Im Bericht wird darauf verwiesen, dass viele der erhobenen Daten nur bis zum Jahr 2005 reichen, weil spätere Erhebungen zum Zeitpunkt der Vorlage des Berichts noch nicht ausgewertet waren. Das Jahr 2005 war ein konjunkturell schwaches Jahr, in dem die Arbeitslosigkeit mit 5,29 Millionen Personen den Höhepunkt seit der Wiedervereinigung erreichte. Der Bericht erfasst noch nicht die Verbesserungen der Jahre 2006 bis 2008, die sich auch in gestiegenen Bruttoeinkommen, vor allem aber in einem Rückgang der Arbeitslosigkeit ausgewirkt haben. (3. ARB, 31)
Ergänzend wird auf die sich verschiebenden gesellschaftlichen Strukturen verwiesen, die zum Teil auch Auswirkungen auf die Ergebnisse der Untersuchungen haben und zumindest teilweise die Vergleichbarkeit in der zeitlichen Entwicklung beeinträchtigen. So ist der Anteil der Kinder mit einem allein erziehenden Elternteil von 12 % im Jahr 1996 auf mittlerweile 16 % gestiegen (3. ARB, 32). Der Anteil der Bevölkerung mit Migrationshintergrund liegt bei knapp 20 %. Bei Kindern in der Altersgruppe bis 6 Jahren übersteigt der Anteil bereits 30 % (3. ARB, 32)

### Einkommen
Die jährlichen Bruttodurchschnittseinkommen sanken im Zeitraum von 2002 bis 2005 von 24.873 Euro auf 23.684 Euro (preisbereinigt nach Wert von 2000). Der Anteil der Niedriglöhne stieg in diesem Zeitraum von 35,5 % auf 36,4 %. Die Nettolöhne entwickelten sich ähnlich von 19.255 Euro auf 18.778 Euro. Die am Arbeitsmarkt erzielten Lohnsteigerungen konnten damit den Werteverlust durch Inflation nicht voll ausgleichen.
Gleichzeitig ist die Einkommensverteilung in diesem Zeitraum noch ungleicher geworden. Der Anteil am Gesamteinkommen, das von den 20 % der Bevölkerung mit dem niedrigsten Nettoäquivalenzeinkommen erreicht wurde, sank von 8,4 % auf 7,7 %. Demgegenüber stieg der Anteil am Gesamteinkommen, das von den oberen 10 % der Einkommensbezieher erreicht wurde, von 23,3 % im Jahr 2002 auf 24,9 % im Jahr 2005. Die Armutsrisikoquote, die nach der Methode und den Daten der europäischen Gemeinschaftsstatistik EU-SILC berechnet wurde, beruht auf dem Konzept der relativen Einkommensarmut und nennt den Anteil der Einkommen, die 60 % des Median-Wertes aller Einkommen nicht erreichen. (3. ARB, 39) Der Bericht nennt für Deutschland eine Armutsrisikoquote von 13 %. Ähnliche Quoten weisen Frankreich, Österreich und Finnland auf, bessere weisen Dänemark, Schweden, Slowenien und die Slowakei (jeweils 12 %) sowie die Tschechische Republik und die Niederlande (jeweils 10 %) auf. (3. ARB, 40)
Im Zeitraum von 2003 bis 2006 ist die Anzahl der Personen, die eine Grundsicherung im Alter und bei Erwerbsminderung erhielten von 439.000 auf 682.000 angestiegen. Die Bundesregierung führt den Anstieg auf mehrere Sondereffekte zurück, darunter die Aufdeckung von verschämter Altersarmut, die neu aufgenommenen Zahlungen an Personen, die bei den Eltern leben, sowie eine gesonderte Informationskampagne. (3. ARB, 50) Im gleichen Zeitraum sank die Zahl der Empfänger nach dem fünften bis neunten Kapitel SGB II (Hilfe in besonderen Lebenslagen) von 1.103.000 auf 846.000 Personen. Im Betrachtungszeitraum wurden die Leistungen der früheren Arbeitslosenhilfe (2004: 2,3 Mio. Personen) und der Sozialhilfe (2004: 2,9 Mio. Personen) zusammengefasst zur Grundsicherung für Arbeitssuchende (2005: 5,3 Mio. Empfänger von Arbeitslosengeld II). Insgesamt bezogen rund 9 % der Bevölkerung Leistungen nach dem SGB II. Dieser Personenkreis definiert die Mindestzahl der Armutsquote nach der Definition der Europäischen Union.
Kennzahlen
Nach dem Bericht gab es 1995 in Deutschland rund 13.000 Einkommensmillionäre, 229 von ihnen lebten im Osten. Das mittlere Nettoeinkommen dieser Personen lag bei 3 Mio. DM. Das durchschnittliche Haushaltsnettoeinkommen erhöhte sich im früheren Bundesgebiet von 23.700 DM im Jahr 1973 auf 61.800 DM im Jahr 1998. In den neuen Ländern betrug es 1998 rund 47.400 DM im Jahr. Das durchschnittliche Privatvermögen belief sich in westdeutschen Haushalten auf etwa 254.000 DM, in den neuen Ländern waren es rund 88.000 DM.

### Verteilung der Privatvermögen
Zur Verteilung der Privatvermögen in Deutschland liegen für den Berichtszeitraum Daten aus dem Jahr 2008 vor. Danach verfügen die 50 Prozent Haushalte in der unteren Hälfte der Verteilung nur über gut ein Prozent des gesamten Nettovermögens, während die vermögensstärksten zehn Prozent der Haushalte über die Hälfte des gesamten Nettovermögens auf sich vereinen. Der
Vermögensanteil des obersten Dezils ist dabei im Zeitverlauf immer weiter angestiegen.

### Bildung
Der Anteil der jungen Menschen (18 – 24 Jahre) ohne Bildungsabschluss ist von 1996 auf 2006 um 0,3 Prozentpunkte auf 2,4 % gestiegen. Als Abschluss wird dabei auch ein Berufsvorbereitungsjahr gezählt. Wichtiger als ein Schulabschluss ist die Anzahl der Personen ohne beruflichen Abschluss. Hier ist der Anteil der Personen von 15 bis 65 Jahren, die weder zur Schule gehen noch studieren, von 15,9 % im Jahr 1996 auf 16,3 % leicht gestiegen. Dabei ist die Quote bei den Frauen von 20,4 % auf 18,6 % gesunken, während sie bei Männern um 2,5 Prozentpunkte auf 14 % anstieg (3. ARB, 61).
Es ist ein weiter anhaltender Trend zur Hochschulbildung zu verzeichnen. Bei den 15- bis 65-Jährigen stieg der Anteil mit Hochschulabschluss von 10,3 % im Jahr 1996 auf 12,6 % im Jahr 2006. Der altersabhängige Unterschied zeigt sich, wenn man ergänzend die Gruppe der 30- bis 35-Jährigen betrachtet, in der sich die Quote von 13,6 % auf 17,6 % erhöhte. In der Gruppe der 25- bis 30-Jährigen weisen die Frauen im Jahr 2006 mit 12,3 % erstmals eine höhere Quote als die Männer mit 10,9 % auf. Die Quote dieser Altersgruppe liegt noch verhältnismäßig niedrig, weil in diesem Alter das Studium oftmals noch nicht abgeschlossen ist.
Ein deutlicher Zusammenhang besteht zwischen fehlender Bildung und Arbeitslosigkeit. Die Arbeitslosenquote von Hochschulabgängern liegt stabil bei 4 %. Dagegen erhöhte sie sich bei Personen ohne beruflichen Abschluss von 7,9 % auf 12,2 % im Jahr 2006. (3. ARB, 62) Der Bericht verweist auch auf die Tatsache, dass in Deutschland nach der PISA-Studie 2006 unverändert eine relativ starke Abhängigkeit zwischen Schulleistungen und sozialer Herkunft besteht. Nirgendwo ist dabei der Unterschied zwischen Familien mit und ohne Migrationshintergrund so deutlich wie in Deutschland. (3. ARB, 63) Obwohl die Bildungsproblematik Gegenstand der politischen Diskussion ist, ist der Anteil der Bildungsausgaben am Bruttoinlandsprodukt von 4,12 % im Jahr 1996 auf 3,89 % im Jahr 2005 gesunken. (3. ARB, 65)

### Erwerbstätigkeit
Die Zahl der Erwerbstätigen in der Bundesrepublik Deutschland lag im Zeitraum von 1992 bis 1998 bei ca. 38 Mio. Personen. In den Jahren 1999 und 2000 stieg die Zahl auf 39 Mio. an und verharrte mit geringfügigen Schwankungen bis 2006 auf diesem Niveau. Im Jahr 2007 kam es dann wieder zu einem deutlichen Anstieg auf 39,8 Mio. und 2008 wurde erstmals seit der Wiedervereinigung der Wert von 40 Mio. Erwerbstätigen überschritten. Die Erwerbstätigenquote verbesserte sich von 63,7 % im Jahr 1998 auf 69,4 % 2007 (3. ARB, 66). Der Beschäftigungsanstieg betraf dabei in einem erheblichen Umfang den Bereich geringfügig Beschäftigter, deren Anzahl von 3,66 Mio. im Jahr 1999 auf 4,88 Mio. 2007 anstieg. Ebenfalls stark gewachsen ist die Zahl der Leiharbeitnehmer um 400.000 auf 730.000 im Zeitraum 2003 bis 2007. Entsprechend ist die Zahl der Beschäftigten zu einem wesentlichen Anteil im Niedriglohnsektor angestiegen (3. ARB, 68).
Die Anzahl der Arbeitslosen lag 1997 im Jahresdurchschnitt bei 4,4 Mio. (12,7 %). Sie sank bis 2001 auf 3,9 Mio. (10,7 %). In der Folgezeit stieg sie wieder und erreichte im Jahr 2005 mit 4,9 Mio. (13,0 %) den höchsten Wert seit der Wiedervereinigung. Demgegenüber sank die Arbeitslosigkeit dann im Jahr 2007 deutlich auf 3,8 Mio. (10,1 %) und erreichte damit den niedrigsten Wert im Betrachtungszeitraum. Die ausgewiesene Arbeitslosenquote ist durch die Zusammenfassung von Arbeitslosenhilfe und Sozialhilfe im Jahr 2005 statistisch belastet. Der hierdurch erstmals als arbeitslos erfasste Personenkreis umfasst ca. 0,4 Mio. Personen. Im Bericht wird darauf hingewiesen, dass die Arbeitslosenquote sich nur auf die abhängig Beschäftigten bezieht. Berücksichtigt man auch die Selbstständigen, so liegt die Quote ca. 1,3 Prozentpunkte niedriger. In der Statistik sind allerdings nicht die Personen erfasst, die an arbeitspolitischen Maßnahmen teilnehmen (Weiterbildung, befristet geförderte Stellen). Dieser Personenkreis umfasst zwischen 800.000 und 900.000 Menschen (3. ARB, 70).
Die Frage der Erwerbstätigkeit hat einen grundlegenden Einfluss auf das Armutsrisiko. Bei den Arbeitslosen liegt die Armutsrisikoquote mit 43 % mehr als dreimal so hoch wie bei der Gesamtbevölkerung (13 %). So erhielten 2007 von den Arbeitslosen zwei Drittel (etwa 2,5 Mio. Personen) Leistungen zur Sicherung eines Mindesteinkommens nach SGB II, das sog. Arbeitslosengeld II.

### Familie und Kinder
Die Familie ist nach Auffassung der Bundesregierung „ein Grundpfeiler der Gesellschaft“. Allerdings zeigt die Entwicklung eine wachsende Bedeutung von nichtehelichen Lebensgemeinschaften und Alleinerziehenden. So lebten 1996 noch 13,1 Mio. Kinder unter 18 Jahren in 7,7 Mio. (81,4 %) Haushalten von Ehepaaren. Die Zahl verminderte sich bis 2006 auf 10,9 Mio. (77,4 %) Kinder in 6,5 Mio. (74,0 %) Haushalten von Ehepaaren. Die Zahl der Kinder in Lebensgemeinschaften erhöhte sich von 0,6 Mio. (4,1 %) auf 0,9 Mio. (6,7 %) bei entsprechender Zunahme der Lebensgemeinschaften mit Kindern von 0,5 Mio. (4,8 %) auf 0,7 Mio. (7,6 %). Die Anzahl der Kinder mit einem allein erziehenden Elternteil erhöhte sich von 1,9 Mio. (11,9 %) auf 2,2 Mio. (15,9 %), wobei die Anzahl der Haushalte Alleinerziehender von 1,3 Mio. (13,8 %) auf 1,6 Mio. (18,4 %) anstieg. Insgesamt sank die Zahl der Kinder im Betrachtungszeitraum von 1996 bis 2006 von 15,6 Mio. auf 14,1 Mio. und die Zahl der Haushalte mit Kindern von 9,4 Mio. auf 8,8 Mio. (3. ARB, 75).
Die Einkommenssituation von Familienhaushalten lag 2005 im Durchschnitt mit 96 % leicht unter dem Nettoäquivalenzeinkommen aller Haushalte. Allerdings gibt es deutliche Unterschiede bei den einzelnen Haushaltstypen. Besonders schwierig ist die Situation für Alleinerziehende und Paare mit drei und mehr Kindern (3. ARB, 76).
| Haushaltstyp 2005        | Allein- erziehende | Paar mit einem Kind | Paar mit 2 Kindern | Paar mit 3 und mehr Kindern | insgesamt |
| ------------------------ | ------------------ | ------------------- | ------------------ | --------------------------- | --------- |
| Nettoäquivalenzeinkommen | 13.245 €           | 18.225 €            | 16.785 €           | 14.997 €                    | 16.556 €  |
| Armutsrisikoquote        | 24 %               | 8 %                 | 9 %                | 13 %                        | 11 %      |

Ein weiterer Indikator für den Umfang, in dem Kinder in Armut aufwachsen, ist der Empfang von Leistungen nach SGB II. Im Jahr 2008 waren hiervon 1,8 Mio. Kinder im Alter unter 15 Jahren betroffen. Dies ist ein Anteil von über 20 %, für den die Zahlung von Kindergeld nicht ausreichte, damit die Familie das Existenzminimum erreichte. Eine der wesentlichen Ursachen ist die fehlende Möglichkeit zur Erwerbstätigkeit (3. ARB, 78). Die Bundesregierung verweist zudem darauf, dass ein Zusammenhang besteht zwischen Armut und Bildungsferne des Haushalts sowie einer schlechten schulischen Entwicklung der aus diesen Haushalten stammenden Kinder (3. ARB, 79).

### Gesundheit
In der Analyse der Bundesregierung hat Bildung, durch die Einstellungen, Überzeugungen und Werthaltungen beeinflusst werden, einen wesentlichen Einfluss auf die Gesundheit der Bürger.
| Schulbildung | niedrig | mittel | hoch |
| ------------ | ------- | ------ | ---- |
| Männer       | 34 %    | 51 %   | 57 % |
| Frauen       | 30 %    | 47 %   | 53 % |

Dabei spielt eine wesentliche Rolle, dass sich Bildung positiv auf Erwerbstätigkeit und Einkommen auswirkt. Weiterhin sind bei besserer Bildung ein höherer Nichtraucheranteil, mehr sportliche Betätigung und seltener Übergewichtigkeit festzustellen (3. ARB, 82).
Der Bildungsstand wirkt sich auch auf den Status in der Arbeitswelt aus, bei der berufsbedingte Belastungen, aber auch die Sorge um den Arbeitsplatz jeweils höher ausfallen und die Gesundheit beeinträchtigen können. Ein entsprechender Befund ergibt sich auch aus Untersuchungen der Betriebskrankenkassen, nach denen die Arbeitsunfähigkeit bei freiwillig Versicherten deutlich niedriger liegt als bei Pflichtmitgliedern (3. ARB, 83). Unmittelbar negative Auswirkungen auf die Gesundheit ergeben sich bei Verlust des Arbeitsplatzes (3. ARB, 84).
Bei Kindern ist nicht nur der Sozialstatus von Bedeutung, sondern es wirkt sich vor allem ein funktionsfähiges soziales Umfeld positiv auf die Gesundheit aus (3. ARB, 85).

### Wohnen
Im Bereich Wohnen konstatiert die Bundesregierung ein insgesamt hohes Versorgungsniveau, das auch den Bedarf der steigenden Anzahl der Haushalte (39,8 Mio. im Jahr 2006) deckt. Die Mieten sind im Betrachtungszeitraum mit einem Wachstum von durchschnittlich 1 % in den Jahren 1998 bis 2006 geringer als das allgemeine Preisniveau mit 1,6 % gestiegen. (3. ARB, 89)
Bei den einkommensschwachen Haushalten erfolgte im Jahr 2005 eine Umstellung von Wohngeld auf Erstattungen nach SGB II. Während das Wohngeld nur als Mietkostenzuschuss gewährt wurde, erfolgen die Leistungen nach SGB II als Erstattung der gesamten anfallenden Kosten, soweit diese angemessen sind. Hierdurch hat sich die Situation der betroffenen Haushalte teilweise verbessert. (3. ARB, 91)
Insbesondere in Ostdeutschland hat sich der qualitative Zustand des Wohnungsbestandes durch Sanierungen weiter verbessert. Hierzu haben unter anderem die Maßnahmen der Städtebauförderung beigetragen. In allen Großstädten besteht das Problem der Segregation. Große Wohnanlagen oder einzelne Stadtquartiere mit geringerwertigem Wohnungsbestand ziehen einkommensschwächere Bevölkerungsgruppen an und fördern so Konzentrationen, insbesondere auch von Migranten. (3. ARB, 94)

### Teilhabe am gesellschaftlichen Leben
Die Erhebungen zur Teilhabe am gesellschaftlichen Leben zeigen im Bereich des politischen Engagements deutlich unterdurchschnittliche Werte für die ärmere Bevölkerung (3. ARB, 97). Dies gilt ähnlich, wenn auch nicht ganz so ausgeprägt, für die Aktivitäten in Vereinen und Initiativen sowie die verschiedenen Formen der freiwilligen und kulturellen Arbeit (3. ARB, 99).
| Personengruppe 2004                   | Mitglied einer politischen Partei | Mitglied einer Gewerkschaft | Teilnahme Unterschriften- sammlung | Teilnahme Demonstration |
| ------------------------------------- | --------------------------------- | --------------------------- | ---------------------------------- | ----------------------- |
| Personen unter der Armutsrisikogrenze | 1,9 %                             | 5,3 %                       | 10,7 %                             | 1,2 %                   |
| Personen über der Armutsrisikogrenze  | 3,8 %                             | 14,2 %                      | 23,4 %                             | 6,2 %                   |
| Insgesamt                             | 3,6 %                             | 12,4 %                      | 21,3 %                             | 5,8 %                   |

## Kritik

### Keine Daten zum Reichtum
Ulrike Herrmann kritisiert, dass man trotz des Namens zwar über die Armen (...) alles wisse, aber über die wirklich Reichen fast nichts. Da es keine Vermögensteuer gebe, würden hierzu keine Daten erhoben – sie spricht in dem Zusammenhang von „Löchern in der Statistik“, die nicht verzeichnet werden. Das sei kein Zufall. Die Reichen haben viel Lobbyarbeit investiert, um eine verlässliche Statistik zu verhindern. Sie wissen genau, dass eine Verteilungsdiskussion nicht geführt werden kann, wenn die Daten fehlen.

### Mangelhafte Definitionen
Dagmar Schulze Heuling kritisiert die Definition der verwendeten Variablen. So wird weder festgelegt, was im Bericht unter Armut verstanden wird noch wie viele Arme es in Deutschland gibt. Die Verwendung des Maßes relative Armut messe nicht die Deckung eines Mindestbedarfs, sondern ein Verteilungsmuster. Auf der anderen Seite sei Reichtum schon für alleinstehende Personen mit einem Netto-Einkommen von 3.200 EUR definiert.

### Umstrittene Datenauswahl
Die Financial Times Deutschland verweist auf die „sehr umstrittene Datenauswahl“ des Armutsberichts. So wird für 2006 eine Armutsrisikoquote von 13 Prozent in der Bevölkerung angegeben. Nach Berechnungen des DIW (SOEP) lag sie dagegen bei 18 Prozent.
Dies wird im dritten Armutsbericht mit Stichprobenschwankungen, unterschiedlichen Einkommensbegriffen (insbesondere der unterschiedlichen Berücksichtigung des Mietwerts von selbst genutztem Wohneigentum), unterschiedlicher Repräsentativität der Erhebungen sowie mit unterschiedlicher Behandlung fehlender oder nicht plausibler Angaben erklärt. Dagmar Schulze Heuling weist darauf hin, dass Einkünfte aus Schwarzarbeit in sozialstatistischen Umfragen in der Regel nicht angegeben werden. Das erhöht die Unsicherheit bei der Schätzung.

### Fehlende Berücksichtigung des Sozialvermögens und der Betrachtung der Sozialstruktur
Klaus Schroeder kritisiert, dass die kapitalisierten Ansprüche der Rentenkasse nicht berücksichtigt werden. Da die private Altersvorsorge von Besserverdienenden berücksichtigt wird, wird die Ungleichheit überzeichnet. Insgesamt wird dadurch ein Vermögen von fünf bis sieben Billionen Euro vernachlässigt. Dagmar Schulze Heuling schließt sich dieser Kritik an. Einer Untersuchung des DIW zufolge führt eine Berücksichtigung der Rentenansprüche dazu, dass das reichste Zehntel nicht mehr 15-mal, sondern nur noch 4-mal so viel besitzt wie der Durchschnittsbürger. Im selben Interview weist Schroeder darauf hin, dass sich die Sozialstruktur in Deutschland im Zeitablauf verändert hat. Durch eine Zunahme von Älteren, Alleinlebenden und Alleinerziehenden mit Kind sinke das durchschnittliche Vermögen eines einzelnen Haushalts.

### Vorwurf der Schönung des Berichts (2008)
DIW und Opposition warfen Arbeitsminister Olaf Scholz vor, die tatsächliche Lage, insbesondere bezüglich der Kinderarmut, im Bericht geschönt zu haben.

### Vorwurf der Schönung des Berichts (2012/2013)
Am 28. November 2012 wurde bekannt, dass die Bundesregierung nach Intervention durch Wirtschaftsminister Philipp Rösler den aktuellen Bericht „schönen“ ließ, d. h. Änderungen vornehmen ließ, die eine positivere Sicht der Dinge vermittelte, als die Entwurfsfassung. Dies wird vor dem Hintergrund, dass nicht die Bundesregierung der Auftraggeber des Berichts ist, sondern das Parlament, zuerst von der Süddeutschen Zeitung aufgezeigt und kritisiert. Starke Kritik kam von den Gewerkschaften, weil im überarbeiteten Entwurf vom 21. November 2012 kritische Sätze fehlen und Hinweise auf unbequeme Fakten verschwunden sind.

„Die Bundesregierung will entscheidende Aussagen des Berichts verwässern, verschleiern und beschönigen“

wird DGB-Vorstandsmitglied Annelie Buntenbach zitiert. Von Seiten der Gewerkschaften wurde die Bewertung und Analyse der Bundesregierung kritisiert, nicht die im Bericht enthaltenen Zahlen. Ein Link auf diesen Entwurf befindet sich in Abschnitt Weblinks. Daraufhin kam es zu deutlichen Verzögerungen; der Bericht, der ursprünglich bereits 2012 erscheinen sollte, wurde schließlich am 6. März 2013 veröffentlicht. Auch die endgültige Fassung weist im Vergleich zur Entwurfsfassung inhaltliche Veränderungen auf, die von Opposition, Sozialverbänden, Gewerkschaften usw. als „Schönfärberei“ scharf kritisiert wurden. Auf tagesschau.de sind die Unterschiede der einzelnen Fassungen des Berichts dokumentiert.

### Vorwurf der Schönung des Berichts (2017)
Auch beim Fünften Armuts- und Reichtumsbericht sind gravierende Änderungen zwischen den vom federführenden Sozial- und Arbeitsministerium erstellten Ursprungsentwurf und der Endfassung festzustellen.